# Taltoli
Taltoli är ett underdistrikt i Bangladesh.   Det ligger i provinsen Barisal, i den södra delen av landet, 190 km söder om huvudstaden Dhaka.
Trakten runt Taltoli består till största delen av jordbruksmark. Runt Taltoli är det tätbefolkat, med 319 invånare per kvadratkilometer.